# Primera guerra de los Barones
La primera guerra de los Barones, se desarrolló entre el 1215 y el 1217, fue una guerra civil en el Reino de Inglaterra, en la que un grupo de barones rebeldes, liderados por Robert Fitzwalter y respaldados por el ejército francés bajo el mando del futuro Luis VIII de Francia, se declararon en guerra contra el Rey Juan de Inglaterra. La guerra se debió a la negativa del rey a aceptar y acatar la Carta Magna que había sellado el 15 de junio de 1215, y a las ambiciones del príncipe francés, que desató la guerra después de que muchos de los barones rebeldes hubieran firmado la paz con el Rey Juan.

## Antecedentes
El rey Juan fue obligado en junio de 1215 a poner el sello de "Los Artículos de los Barones" por un grupo de barones poderosos que ya no podían soportar el liderazgo fallido y despótico de Juan. Así, se les concedió el Gran Sello Real el 15 de junio de 1215. A cambio, los barones renovaron su juramento de fidelidad al rey el 19 de julio de 1215. Se redactó un documento para registrar el acta del acuerdo, llevado a cabo por la cancillería real el 15 de julio: se trataba de la Carta Magna original, que tenía como una de sus grandes consignas a la llamada ley de la tierra, que se opone a la omnipotencia y absoluta voluntad del monarca.
La Carta Magna de 1215 contenía cláusulas que, en teoría, reducían notablemente el poder del rey. Tal es el caso de la cláusula 61, la «cláusula de seguridad», que permitió a un grupo de 25 barones anular al rey en cualquier momento por medio de la fuerza, un proceso legal medieval de apremio que era normal en las relaciones feudales, pero que nunca se había aplicado a un rey. Después de unos meses de intentos poco entusiastas de negociar en el verano de 1215, estalló la guerra abierta entre los barones rebeldes y el rey, respaldado por sus partidarios.

## Desarrollo y acontecimientos

### La huida del rey Juan
La guerra comenzó a causa de la Carta Magna, pero rápidamente se convirtió en una guerra dinástica por el trono de Inglaterra. Los barones rebeldes, al enfrentarse a un poderoso rey, se volvieron hacia el príncipe Luis, hijo y heredero de Felipe Augusto, rey de Francia, también nieto político del rey inglés Enrique II, por parte materna. La invasión normanda había tenido lugar solo 149 años antes, y la relación entre Inglaterra y Francia no era tan opuesta como más tarde llegaría a serlo. Unos documentos de la época, llamados los anales de Waverley, afirman que no existe ninguna contradicción en afirmar que Luis fue invitado a invadir a fin de "evitar que el reino fuera saqueado por extranjeros".
En un primer momento, en noviembre de 1215, Luis simplemente envía a los barones un contingente de caballeros para proteger Londres. Sin embargo, incluso en esa etapa se acordó una invasión abierta, a pesar del desaliento de su padre, el rey de Francia y del 
Papa. Esto se produjo en mayo de 1216, cuando algunos centinelas detectaron velas en el horizonte de la costa de Thanet y al día siguiente, el rey de Inglaterra y sus ejércitos vieron cómo las tropas de Luis desembarcaban en la costa de Kent.
Juan decidió escapar a la capital sajona de Winchester, por lo que Luis tuvo poca resistencia en su marcha a Londres. Entró en la capital al poco tiempo, también con poca resistencia, fue recibido abiertamente por los barones rebeldes y los ciudadanos de Londres y proclamado (aunque no coronado) rey en la catedral de San Pablo. Muchos nobles, entre ellos Alejandro II de Escocia, dadas sus posesiones inglesas, se reunieron para rendirle homenaje.
Muchos de los partidarios de Juan, sintiendo una ola de cambios, prefirieron apoyar a los barones. Gerald de Gales comentó: «La locura de la esclavitud ha terminado, el tiempo de la libertad ha llegado, los cuellos de los ingleses están libres de su yugo». El 14 de junio, Luis capturó Winchester (Juan ya había partido) y pronto conquistó más de la mitad del reino inglés.

### Primer asedio de Dover
Mientras tanto, el rey de Francia sintió un profundo desprecio hacia su hijo por tratar de conquistar Inglaterra sin tomar en primer lugar su pieza clave: Dover. Los castillos reales de Canterbury y Rochester, sus ciudades y, de hecho, la mayor parte de Kent ya se había entregado a Luis, pero cuando avanzó hacia el castillo de Dover el 25 de julio, este ya se había preparado. Su condestable, Hubert de Burgh, tenía una guarnición bien provista de hombres y suministros.
El primer sitio comenzó el 19 de julio, cuando Luis se dispuso a tomar el terreno elevado al norte del castillo. Sus hombres socavaron con éxito la barbacana y trataron de derribar la puerta del castillo, pero los hombres de De Burgh lograron repeler a los invasores, tapando las brechas de los muros con maderas enormes. Después del sitio, la débil puerta norte estaba bloqueada y se construyeron túneles en esa misma zona, en dirección a la torre de San Juan y las puertas del Condestable y de Fitzwilliam. Mientras tanto la ocupación de Kent por Luis estaba siendo azotada por una fuerza guerrillera de arqueros Wealden reunidos y dirigidos por Guillermo de Cassingham.
Después de tres meses de sitio, y con una gran parte de sus fuerzas mermadas por el combate y el clima, Luis llamó a una tregua el 14 de octubre y poco después volvió a Londres.

### Asedios de Windsor y Rochester
Aparte del de Dover, el único castillo que se resistió a Luis fue el de Windsor, donde sesenta caballeros leales sobrevivieron a un asedio de dos meses, a pesar de graves daños a la estructura de su sala inferior (reparada inmediatamente en 1216 por Enrique III, quien reforzó las defensas con la construcción de la muralla occidental, una parte de la cual sobrevive en la actualidad). Esto probablemente se debió al hecho de que ya había sido asediado por barones hostiles en 1189, menos de 30 años antes.
En 1206, Juan había gastado 115 libras en reparaciones en el castillo de Rochester, y lo había mantenido incluso de forma preventiva durante el año de las negociaciones que llevaron a la Carta Magna, pero los términos de la Carta obligaban a devolver la custodia a Stephen Langton, arzobispo de Canterbury, en mayo de 1215. Los barones rebeldes habían enviado tropas, al mando de Guillermo d'Aubigny, a quien el condestable del castillo Reginald de Cornhill abrió las puertas. Por lo tanto, durante su marcha de Dover a Londres en octubre de 1215 Juan pasó por Rochester en su camino, y el 11 de octubre comenzó a asediarlo personalmente.
Los rebeldes esperaban refuerzos de Londres, pero Juan había enviado brulotes para cortar su avance hacia el puente de la ciudad, sobre el Medway. Robert Fitzwalter salió para detener el rey, luchando en su camino hacia el puente, pero tuvo que regresar de nuevo al castillo. También saqueó la catedral, se llevó objetos de valor y los caballos del establo, todo ello como un insulto a Langton. Más tarde envió un mensaje a los hombres de Canterbury diciendo "Os ordeno, del mismo modo que nos amáis, que tan pronto como veáis esta carta, trabajéis día y noche para hacer todas las picas que se requieran. Todos los herreros en la ciudad deberán dejar todos los demás trabajos con el fin de hacerlas [las armas] y deberéis enviárnoslas a Rochester con la mayor rapidez".
Se erigieron a continuación cinco máquinas de asedio y se desplazaron zapadores para socavar el muro. Las fuerzas del rey entraron por uno de estos túneles y tomaron el patio a principios de noviembre, y más tarde comenzaron a aplicar la misma táctica contra la torre, incluyendo la socavación de la torre sureste. El techo estaba sostenido por puntales de madera, que se fijaron usando grasa de cerdo. El 25 de noviembre de 1215, Juan había enviado un escrito a los justiciares ordenando: «Envíennos a toda prisa, de día y de noche, cuarenta de los cerdos más gordos de la peor clase para comer y poder poner fuego bajo el castillo», con lo que provocó que todas las esquinas de la torre del homenaje se derrumbaran. Los rebeldes se retiraron detrás de la pared transversal de la torre del homenaje y ofrecieron resistencia. A unos pocos se les permitió salir del castillo, pero Juan ordenó cortarles manos y pies para dar ejemplo.
Se acercaba el invierno, y el castillo fue tomado el 30 de noviembre por el hambre y no por la fuerza. Juan erigió un monumento a los cerdos y una horca con la intención de colgar a toda la guarnición, pero uno de sus capitanes, Savari de Mauléon, lo convenció de que no colgara a los rebeldes, ya que, si Juan colgaba a los que se habían rendido, quizás correría la misma suerte si alguna vez tuviera que rendirse. Solo un hombre fue ahorcado, un joven arquero que había estado antes al servicio de Juan. El resto de los barones rebeldes fueron apresados y encarcelados en varios castillos reales, como el castillo de Corfe. Sobre el sitio en el que se enfrentaron solo cien rebeldes contra un gran número de atacantes, y que costó más de mil libras al día, el cronista Barnwell escribió: «No hay hombre vivo que pueda recordar un sitio en el que haya luchado con tanta fuerza y se haya resistido tan virilmente», y «Son pocos los que habrían puesto su confianza en castillos».

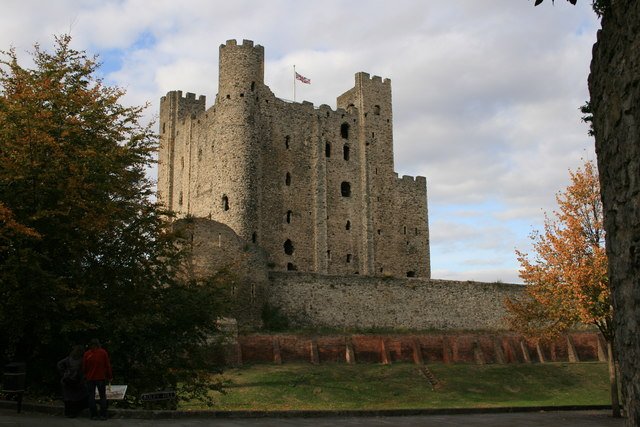
La torre redonda (centro) y las dos cuadradas (derecha e izquierda) del castillo de Rochester.

Juan murió el año siguiente, por lo que recayó en Enrique III la responsabilidad de reparar el castillo. Gastó más de 1000 libras en la reconstrucción, con nuevos establos y puertas de enlace, y una zanja más para reforzar las defensas. Se construyó una nueva capilla junto a los apartamentos reales en el patio. La característica más notable fue que se reconstruyó la nueva torre sureste según el diseño defensivo más reciente y con tres cuartas partes redondas para desviar mejor el ataque con proyectiles y los intentos de socavación.

### Muerte del rey Juan
El 18 de octubre de 1216, Juan contrajo la disentería, que en última instancia resultaría fatal. Murió en el castillo de Newark, Nottinghamshire, y con él la razón principal de los combates. Luis parecía más una amenaza para los intereses de los barones que el hijo de nueve años de edad de Juan, el príncipe Enrique. Mientras, Eleanor de Bretaña, la hija del hermano mayor de Juan, Godofredo, encarcelado por Juan desde 1202 constituía otro candidato potencial para la corona como la heredera legítima de Inglaterra desde 1203 de acuerdo con la primogenitura, pero los barones la pasaron por alto, dejándola en la cárcel.
Pierre des Roches, obispo de Winchester, y algunos barones se apresuraron a que el joven Enrique fuera coronado como rey de Inglaterra. Londres, que sobrevivía bajo el yugo de Luis (la había convertido en la sede gubernamental), no se podría utilizar para dicha coronación, así que el 28 de octubre de 1216 llevaron al niño del castillo de Devizes hasta la catedral de Gloucester junto con una pequeña comitiva presidida por Guala Bicchieri, obispo de Vercelli, legado papal en Inglaterra entre 1216 y 1218. Enrique fue coronado con una banda de oro extraída de un collar de oro.
El 12 de noviembre de 1216, la Carta Magna se reescribió en nombre de Enrique con algunas de las cláusulas omitidas, incluyendo la cláusula sesenta y uno. La Carta revisada fue sellada por el regente del joven rey, William Marshal. Una gran parte del país se mantenía leal al príncipe Luis, pero el suroeste de Inglaterra y las Midlands apoyaban al rey Enrique. Marshal era altamente respetado y pidió a los barones que no culpasen al niño Enrique por los pecados de su padre. Al sentimiento predominante, apoyado por su propio interés, no le gustaba la idea de privar a un niño de su herencia. Por lo tanto, Marshal prometió que él y los otros regentes reinarían de acuerdo con la Carta Magna. Más aún, se las arregló para conseguir el apoyo del papa, que ya había excomulgado a Luis.

### Las pérdidas de Luis

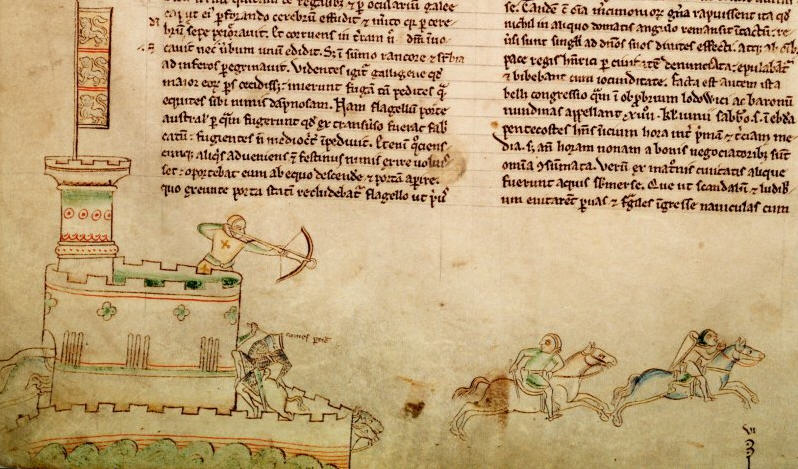
La segunda batalla de Lincoln en 1217

William Marshal logró lentamente que la mayoría de los barones que apoyaban a Luis tendieran su apoyo a Enrique y que atacaran al rey francés. Los dos bandos se enfrentaron durante un año aproximadamente. El 6 de diciembre de 1216, Luis se apoderó del castillo de Hertford, pero permitió a los caballeros defensores que salieran del castillo con sus armas y caballos. Luego atacó el castillo de Berkhamsted a finales de diciembre, autorizando de nuevo que la guarnición se retirase con sus pertenencias.
A principios de 1217, Luis decidió regresar a Francia en busca de refuerzos. Tuvo que luchar durante el camino a la costa meridional contra la resistencia realista en Kent y Sussex, perdió parte de su fuerza en una emboscada en Lewes y el resto fue perseguido hasta Winchelsea. La llegada de una flota francesa les salvó de morir de hambre.
Desde que se hubo pactado una tregua con Dover, la guarnición del castillo había interrumpido varias veces la comunicación con Luis en Francia, por lo que Luis se vio obligado a emprender el viaje de regreso a Dover para iniciar un segundo sitio. El campamento francés instalado en la entrada del castillo de Dover a la espera del nuevo sitio fue atacado y quemado por Guillermo de Cassingham, al igual que la flota que transportaba los refuerzos. Luis se vio obligado a desembarcar en Sandwich y marchó hacia Dover, donde comenzó un firme segundo asedio el 12 de mayo de 1217. Este nuevo sitio desvió tanto la atención de las fuerzas de Luis que Marshal y Falkes de Breauté aprovecharon para atacar y derrotar los barones que apoyaban a Luis en el castillo de Lincoln entre el 15 de mayo y el 20 de mayo de 1217, en la conocida segunda batalla de Lincoln.
Marshal preparó un asedio contra Londres. Mientras tanto, Luis sufrió dos derrotas más, esta vez en el mar, en la batalla de Dover y la batalla de Sandwich en el estrecho de Dover, esta vez a manos del aliado de Guillermo y condestable de Dover, Hubert de Burgh. El nuevo convoy de refuerzo de Luis, bajo el mando Eustaquio el Monje, fue destruido, por lo que es Luis vio imposible continuar la lucha.

### Paz
Después de un año y medio de guerra, la mayor parte de los barones rebeldes habían desertado. Con la firma del Tratado de Lambeth en 1217, Luis VIII renunció a su pretensión de ser el rey de Inglaterra. El 11 de septiembre Luis aceptó una suma simbólica por la renuncia a sus dominios ingleses y volvió a casa. A pesar de que no constaba en el tratado, a menudo se reconoció que Luis trataría de convencer al rey de Francia, su padre, para dar a Enrique lo que había conquistado a su padre Juan.